# Vápenka v Háji u Loučné pod Klínovcem
Vápenka v Háji u Loučné pod Klínovcem je přírodní památka v Krušných horách. Nachází se severovýchodně od Háje ve správním území města Loučná pod Klínovcem v Ústeckém kraji v okrese Chomutov. Předmětem ochrany jsou stanoviště ovlivněné historickou těžbou a zpracováním vápence v okolí zříceniny bývalé vápenky, na kterých se vyskytují vzácné druhy rostlin a hub.

## Historie

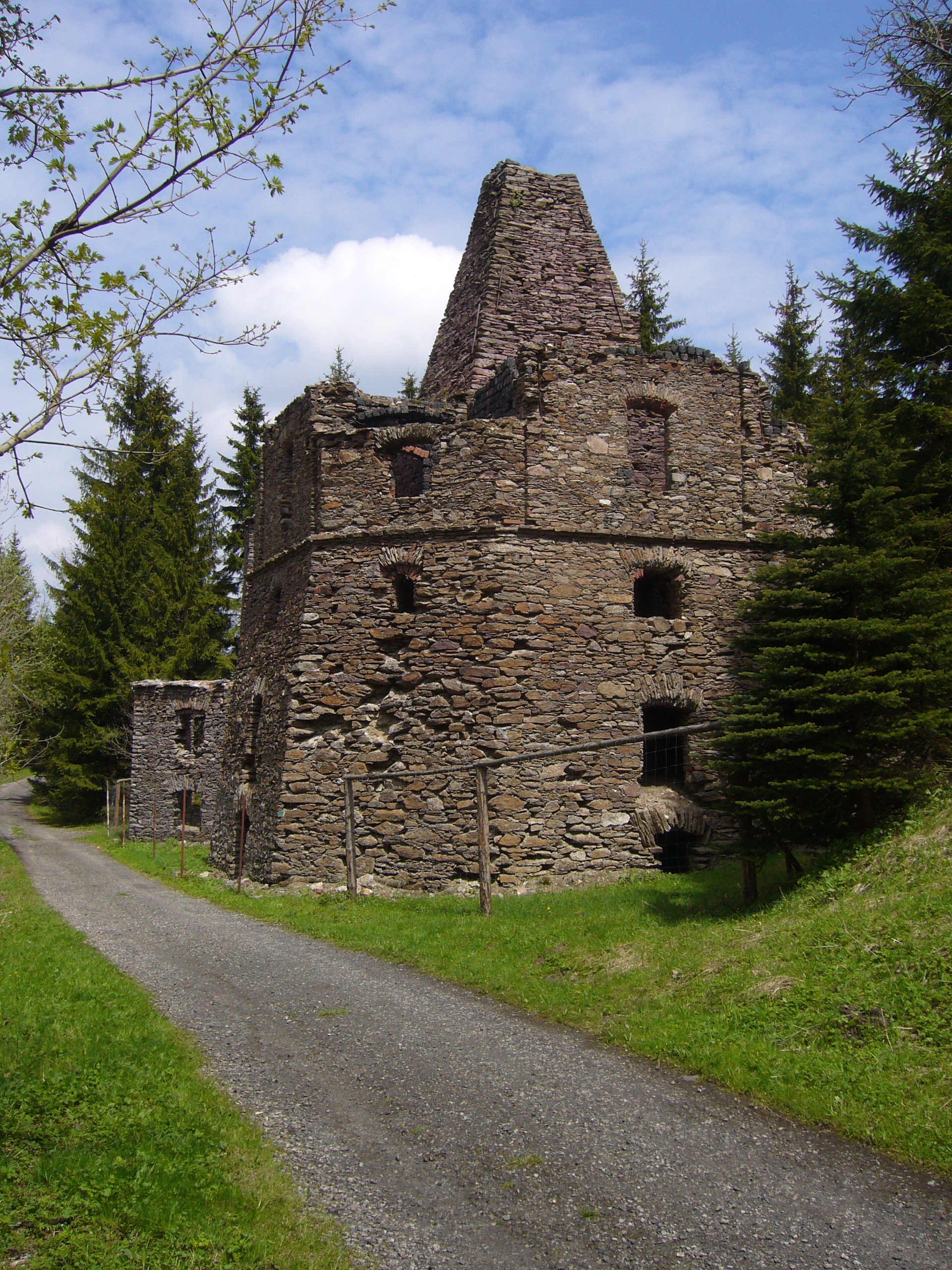
Zřícenina vápenky

Charakter chráněného území je ovlivněn existencí historické vápenky, kterou okolo poloviny devatenáctého století založili tehdejší majitelé panství Buquoyové. Ve vápence se zpracovával mimo jiné dolomitický vápenec z přilehlého lomu, který byl v provozu do poloviny dvacátých let dvacátého století. Ještě okolo poloviny dvacátého století byla velká část okolního území bezlesá, ale po ukončení těžby začal prostor zarůstat smrkem ztepilým a okolo roku 1990 byl samotný lom zalesněn smrkem pichlavým. V některých částech lesa byl v rámci zalesňování shrnut půdní profil a vysázen nepůvodní smrk pichlavý a modřín opadavý. Do osmdesátých let dvacátého století v lomu a podél potoka probíhala pastva ovcí.
Chráněné území vyhlásil Krajský úřad  kraje v kategorii přírodní památka s účinností od 24. února 2024.

## Přírodní poměry
Přírodní památka s rozlohou 8,37 hektaru leží v Krušných horách. Nachází se v katastrálním území Háj u Loučné pod Klínovcem v okrese Chomutov. Geologické podloží tvoří dvojslídný až muskovitický svor a dolomitický vápenec. Na těchto horninách se vyvinuly glejové a rašeliništní půdy. V geomorfologickém členění Česka přírodní památka leží v Krušných horách, přesněji v podcelku Klínovecká hornatina a okrsku Jáchymovská hornatina. Územím protéká potok Černá voda, který se v německé osadě Schmalzgrube vlévá do Přísečnice. Negativně se projevuje soustava odvodňovacích kanálů, které způsobují snižování hladiny podzemní vody.
V rámci Quittovy klasifikace podnebí se přírodní památka nachází v chladné oblasti CH6, charakteristické krátkým létem, dlouhou zimou a dlouhým přechodným obdobím. Jsou pro ni typické průměrné teploty −4 až −5 °C v lednu a 14–15 °C v červenci. Roční úhrn srážek dosahuje 1000–1200 milimetrů, sníh zde leží 120–140 dní v roce. Mrazových dnů bývá 140–160, zatímco letních dnů jen deset až třicet.

### Flóra
Významným druhem rostlin v chráněném území je kriticky ohrožený hořeček nahořklý pravý (Gentianella amarella subsp. amarella), který roste v počtu několika set jedinců na zarůstající lesní cestě a přilehlém svahu. V podobném biotopu a na dně lomu roste hadilka obecná (Ophioglossum vulgatum). Na dně lomu se kromě ní vyskytuje také pětiprstka žežulník (Gymnadenia conopsea), jednokvítek velekvětý (Moneses uniflora) nebo kruštík tmavočervený (Epipactis atrorubens) a v minulosti také prstnatec plamatý (Dactylorhiza maculata) a tolije bahenní (Parnassia palustris). K dalším významnějším druhům ve stinných smrčinách patří hnilák lysý (Monotropa hypophegea) a korálice trojklaná (Corallorhiza trifida).

### Houby
V přírodní památce se vzácně vyskytuje několik kriticky ohrožených druhů hub. Patří k nim límcovka natřená (Stropharia inuncta), plesňák karafiátový (Thelephora caryophyllea), voskovička černotečkovaná (Camarophyllopsis atropuncta) a voskovka hořká (Hygrocybe mucronella). Kromě nich v území roste helmovka dvojvonná (Mycena diosma), chřapáč lesní (Wynnella silvicola), jazourek srstnatý (Trichoglossum hirsutum), ušíčko černé (Pseudoplectania nigrella) a závojenka plavozelenavá (Entoloma incanum).

### Fauna
Z bezobratlých živočichů se po celém území vyskytují zástupci čmeláků (Bombus) a mravenců rodu Formica. Pozorována byla kriticky ohrožená zmije obecná (Vipera berus) a v počtu desítek jedinců silně ohrožená ještěrka živorodá (Zootoca vivipara).

## Ochrana přírody
Předmětem ochrany jsou historickou těžbou a zpracováním vápence podmíněná stanoviště a konkrétní druhy rostlin (hadilka obecná, hnilák lysý, hořeček nahořklý pravý, jednokvítek velekvětý, korálice trojklaná, pětiprstka žežulník) a hub (chřapáč lesní, límcovka natřená, plesňák karafiátový, voskovička černotečkovaná a voskovka hořká). Cílem ochrany je uchování životaschopných populací a zachování nebo zlepšení podmínek jejich biotopů.

## Přístup
Přírodní památkou vede zeleně značená turistická trasa v úseku mezi Hájem a Kovářskou.